# ELIONE
ELIONE（イーライワン、英表記：ELIONE、1987年 - ）は、日本の男性ラッパー。本名非公開。静岡県沼津市出身。SolidSkyEntertainment 所属

## 略歴
1987年生まれ。静岡県沼津市出身。Rapper/Producer。
卓越したライミングスキル、自分自身で作るビートの世界観を武器に、多くのリスナーから支持を集めている。過去に、4枚のアルバムをリリースし、自主制作、クラウドファンディングでのリリース、マンハッタンレコードからのリリース等、音源だけではなくPR方法やそのアイデアも注目を浴びた。
テレビ朝日”フリースタイルダンジョン”では、バトルとライブの枠を超越したパフォーマンスで大きなバズのきっかけとなった。
自身の作品にも、SALU,RYKEY,JP THE WAVY,IO,CHICO CARLITOら、今を彩る同世代のアーティストを客演で呼び、ラッパーとしてだけではなくプロデューサーとしての実力を遺憾なく発揮した作品をリリースしている。
作詞家としても、ヒプノシスマイクや、GENERATIONS from EXILE TRIBE等、多くの楽曲に携わり、ストリート/インディーズ/メジャーの垣根を越え、アーティストとして活躍している。

## ディスコグラフィ

### EP
| 枚 | 発売日        | タイトル | 発売形態 | 規格品番   |
| -- | ------------- | -------- | -------- | ---------- |
| 1  | 2014年8月20日 | GARDEN   | CD       | SSEMSR-001 |

### アルバム
| 枚 | 発売日        | タイトル         | 発売形態 | レーベル              | 規格品番    |
| -- | ------------- | ---------------- | -------- | --------------------- | ----------- |
| 1  | 2015年6月10日 | Distortion World | CD       | SolidSkyEntertainment | SSEMSR-002  |
| 2  | 2017年7月12日 | NEONE            | CD       | SolidSkyEntertainment | SSEMSR-005  |
| 3  | 2018年5月16日 | UNCHAINED        | CD       | Manhattan Recordings  | LEXCD-18007 |
| 4  | 2019年7月10日 | ILYATW.          | Digital  | SolidSkyEntertainment |             |

### 配信シングル
| 曲 | 発売日       | タイトル                  | 発売形態 | レーベル              | 規格品番 |
| -- | ------------ | ------------------------- | -------- | --------------------- | -------- |
| 1  | 2021年7月7日 | Ashita (feat.JP THE WAVY) | Digital  | SolidSkyEntertainment |          |

## 関連楽曲

### 主なプロデュース作品
・ we are in the future / RYKEY feat. JAZEE MINOR 2018年
・ 後に続け / YOUNG FREEZ 2018年
・ PLAY TO BE WILD / VILLSHANA feat. ELIONE & JAZEE MINOR 2019年
・ New Life / TKda黒ぶち feat.ELIONE 2019年 
・ Only One / WON￥EN feat. ELIONE & SALU 2020年 
・ 時計の針 / TKda黒ぶち feat. CHICO CARLITO 2020年

### 主な客演
・ REMEMBER ME / YOUNG FREEZ feat.JAZEE MINOR,ELIONE 2018年
・ Now Or Never / 佐藤広大 feat.ELIONE 2018年
・ Get Down / TKda黒ぶち feat.ELIONE,ZEEBRA 2020年
・ T.K.N.Y. / Kojoe,B.D.,ELIONE,Yellow Bucks 2020年
・ Real Life / JP THE WAVY feat.ELIONE & vividboooy 2021年

### 主な作家作品
・ 2DIE4 / ヒプノシスマイク -D.R.B-毒島メイソン理鶯 (作詞・作曲・編曲) 2020年
・ Bayside-Suicide / ヒプノシスマイク -D.R.B-Rhyme Anime (作曲・編曲) 2021年
・ Feel Alright / Generations from EXILE TRIBE (作詞) 2021年

## 出演

### 配信ドラマ
- 警視庁麻薬取締課 MOGURA（2025年1月9日〈予定〉 - 、ABEMA） - RED HEADのメンバー 役[1]